# さつき芽衣

さつき 芽衣（さつき めい、2000年8月16日 - ）は、日本のAV女優。マインズ所属。

## 経歴
2020年7月7日、ディープスから「あどけなさとおとなっぽさのちょうど間 19歳新人 さつき芽衣 AVデビュードキュメント」でAVデビュー。
ディープスと専属契約を結んでいたが、2021年3月31日に終了し、以降は企画単体女優として活動。
2022年12月12日週、FANZA動画フロアランキングにて高瀬りな、蘭々との共演作、『ぷにもちオッパイでご主人様をイカせまくる全裸メイドの神奉仕ハーレム』（ケイ・エム・プロデュース）が1位を記録。
FANZA2022年年間AV女優ランキング7位。2023年上半期AV女優ランキング18位。
2023年7月8日、9日にはデビュー3周年記念写真展『君はノンフィクション』を高円寺で開催。
2023年9月29日、約4年ぶりに開催された「第12回アニクラTMA AV女優と逢えるアニソン＆J-POPイベント4年ぶりの返り咲き『復活響宴』」（新宿ロフト）に出演。
2024年4月発売『アサヒ芸能』発表「2024現役AV女優セクシー総選挙」において総合38位となる。
同年6月5日、デビュー4周年を迎えるとともにAVの撮影は一時ストップをSNSにポスト。表に出る活動は継続する。FANZA動画フロア2024年8月度月間AV女優ランキングで7位ランクイン。
2025年7月26日・27日には東京・原宿のDESIGN FESTA GALLERYでデビュー5周年写真展『美女 mei nu』を開催。

## 人物
AV女優になったきっかけは、公式には「東京に遊びに来ていたところを、マジックミラー号にナンパされ乗車、『彼氏に悪い』とSEX交渉は失敗したが、ディープススタッフは諦めずに彼女の住む山形まで後日出向き、再度AV出演を交渉したこと」。さまざまな葛藤を経て専属デビューが決まったが、スタッフの熱意と彼氏と別れたことと、エッチが好きだったことも理由に挙げている。ただし後述するように前者はデビュー作での設定であったことをのちに明かしている。
AVライター・サスケは「本来はふわふわ系」、しかし「派手なメイクも違和感がなく挑発的な誘惑もできる」とギャル系女優としての資質もあると批評している。
芸名はディープスの広報が考えたもの。下の名前の「めい」は決まっておりそれに語呂の良い苗字を付けた。5月とは関係なく、また『となりのトトロ』に由来すると思われることもあるがこちらも無関係（月刊FANZA2023年5月号インタビューより）。
好きな食べ物はオムライス。趣味は料理とアニメを見ること。特技は絵を描くこと、フラフープ。小さい頃の夢は絵本作家だった。
学生時代のあだ名は「天使」。部活は美術部に所属していた。また、逆上がりもできないし跳び箱も飛べないくらい運動神経が悪い。
好きな男性のタイプは、見た目はあんまり気にしないが、中身が犬っぽくて可愛い人が好き。今まで付き合った人も甘えてくるタイプ。今まで付き合ってきた人は、3人でみんな年上。年上の方が好き。30代半ばくらいまでならOKとのこと。
エッチなことに目覚めたのは、小学生の頃に机の角にアソコが当たると気持ち善かったことで気が付いた。小学校高学年～中学生の頃になると「穴に入れるものなんだ」と知り、そこから自分の指を入れるようになった。初体験は18歳の時にバイト先の先輩と。
青姦のような人に見られるスリルやハラハラするシチュエーションに興味がある。
好きな体位は正常位。理由は中の奥の方に当たりやすいから。フェラが上手く、ずっとしていられる。他にも乳首や耳など、とにかく舐めることが好き。また、精子・汗・脇のニオイを嗅ぐのが好きなニオイフェチでもある。
出身地 公式プロフィールでは山形県となっているがツイキャスで本人が静岡県浜松市出身と公表している（雑誌のインタビュー等では静岡県出身になっている場合もある）。
AV男優の澤野ヒロムは「非常にカンがよく、プレイの匙加減が絶妙」と論評している。

## 出演作品

### アダルトDVD
- あどけなさとおとなっぽさのちょうど間 19歳新人 さつき芽衣 AVデビュードキュメント 山形生まれ山形育ち。マジックミラー便では口説けなかった地方の女子大生がカメラの前でセックスするまで――（7月7日、DEEP'S）
- 女子大生初出勤! おっぱい密着恥じらいソープ ご奉仕してても感じちゃう敏感なカラダ（8月19日、DEEP'S）
- 性欲解放3本番 さつき芽衣 32日の禁欲生活の末に高まったセックス欲 極限まで本気、最大、最高の性交（9月19日、DEEP'S）
- さつき芽衣、お貸しします。‘素人系’AV女優・さつき芽衣が素人男性宅でエッチなお悩みを大解決（10月19日、DEEP'S）
- さつき芽衣 中出し解禁 3本番8発 少し大人に近づく“本当”のセックス（12月19日、DEEP'S）

- 巨乳の姉とセックスしたい…弟の歪んだ欲望を告白された姉が葛藤の末に受け入れた近親相姦（1月19日、DEEP'S）
- 無自覚な誘惑―― 押しに弱すぎるから断りきれずに誰とでもセックスしちゃう山形生まれの女子大生（2月19日、DEEP'S）
- ―卒業― 精子を8発搾り取られちゃった1泊2日のイチャラブ中出し温泉旅行（3月19日、DEEP'S）
- 僕を助けてくれる幼なじみがいじめっこに犯されているのを見て勃起した（5月1日、MOODYZ）
- さつき芽衣 2枚組8時間 COMPLETE BEST ～軌跡～（5月17日、DEEP'S）※単体ベスト
- 大好きな先輩と1年越しの再会… でも処女を奪われ弄ばれ都会で孤独に絶望する私を救ったのはいつも隣にいてくれた幼馴染だった… 真実の愛を確かめ合った青春の中出し（5月25日、kawaii*）
- あの最高級グラマラス美女が初登場!! 危険日の密会中出し 毎月、子作りの日に夫の友人はやって来て…。（5月25日、マドンナ）
- 新任女教師の大マジメ追撃フェラでヌカれまくる学園生活…。（6月7日、PREMIUM）
- バスケ部の女子マネージャーは毎日、顧問教師の性処理をさせられています。（6月7日、アタッカーズ）
- 義父が死ぬほど大嫌いなのに…執拗クンニで何度も繰り返す鬱イキ 近親舐めしゃぶり相姦（6月13日、ダスッ!）
- 上京して人気AV女優になった幼馴染のプロSEXテクに無制限で中出しし続けた3日間の同棲生活（6月13日、E-BODY）
- 夏の終わりの制服性交 僕と従妹と叔父とじっとり中出し3P近親相姦（6月19日、エムズビデオグループ）
- 新・世界で一番中出し精子を子宮で受け止める女の子の超!!気持ち良い種付けSEX!!（6月19日、ROOKIE）
- M男専用拘束ささやき淫語で何度もヌカれちゃう無制限射精ソープ（6月25日、痴女ヘブン）
- 教え子の押しかけ誘惑に負けた日… 家出してきた巨乳J○と中出し懇願同棲生活。（7月8日、ひよこ）
- 涙のノンストップ激イカせSEX 10（7月13日、セレブの友）
- 上京した息子と月に1度の遠距離相姦 今月もまた私はあの子に抱かれに行く―（7月13日、VENUS）
- 町内会専用肉便器巨乳妻（7月15日、グローリークエスト）
- 鉄板! 初降臨! 競泳水着×スポーツウェア オールアウトするまで極限の快楽へと導く 全身愛液・汗でグッショリずぶ濡れガチイキ性交（7月19日、TEPPAN）
- 汚部屋の美巨乳お姫様 世間知らずのセレブ女が絶頂調教されドMに覚醒!（7月19日、FOCUS/妄想族）
- 息子が中出ししたらお掃除フェラして強●勃起させ再び挿入金玉カラッポになるまで終わらない近親エンドレス相姦（8月19日、VENUS）
- オイルマニア（9月1日、プラネットプラス）
- レズビアンに囚われた女潜入捜査官 ～堕ちるまで終わらない尋問監禁地獄～ さつき芽衣 樋口みつは（9月14日、ビビアン）
- 中出し懇願! 酔っぱらい天使! さつき芽衣 ～激しいSEXをする淫乱モードを開放した淫乱マ○コに中出し!（9月14日、セレブの友）
- イって責める男よりワタシで感じるキミがスキ（9月21日、kira☆kira）[14]
- 個人風俗店始めました! 貴方の願望何でも叶えます。2（10月12日、セレブの友）
- いきなり街角拘束乳首トランスBDSM キミが身動きできないように拘束して乳首弄り倒してアゲル（11月2日、MOODYZ）
- 絶倫モノのAVを捨てるたび、こっそり拾う隣家の人妻さん! 旦那の粗チンに満足してなさそうなのでボクの無限勃起チ●ポでNTR（11月16日、溜池ゴロー）
- オヤジって乳首責められると変な声出すからベロキスで黙らせてやるからな! さつき芽衣 朝日奈かれん（11月16日、MOODYZ）
- 濃厚ベロキスでオヤジのエキスを吸い尽くす小悪魔接吻ハーレム 大量生ツバ注入! チ○ポがみなぎるジューシーリップサンド逆3P さつき芽衣 百瀬あすか（11月16日、エムズビデオグループ）
- 「ねぇ先生…どっちのオッパイが好き?」 娘ほど年が離れた教え子の誘惑に負けて放課後ラブホで脳がバグるほど中出しSEXしてしまった担任のボク（11月16日、OPPAI）
- 中出し! いいなりご奉仕メイド 2 さつき芽衣 ～俺の命令は絶対! 完全支配できる「さつき芽衣」の身体!（11月23日、セレブの友）
- M男クンのお家へ凸撃 「アナタのチ●ポをごっくん＆中出し＆男潮でエロ汁空っぽにしてアゲル」 さつき芽衣（11月23日、痴女ヘブン）[17]
- THEドキュメント 本能丸出しでする絶頂SEX 感度抜群な快楽淫乱狂いのドM巨乳若妻（12月7日、美人魔女/エマニエル）
- 「その乳首、ニコイチで犯しにイクね! やっぱり左チクビ右チクビ一緒にイキたいですよね?」 さつき芽衣 佐々木夏菜（12月7日、kawaii*）
- 台風運休で泊めてあげた巨乳の同僚… 貸した妹の服（極小）からのこぼれ下乳に我慢できず夜が明けるまで交尾漬けした（12月7日、MOODYZ）
- 中出しOK美巨乳エステ嬢が賢者タイムに入る余裕もないくらい何発もヌキにくる回春メンズエステ（12月7日、ワンズファクトリー）
- Let’sメスイキ! GOtoHEAVEN! ペニバン娘に掘られて悶絶! 肛門キャンキャンオールナイト!（12月21日、エムズビデオグループ）
- 猥褻RQ 断り切れない芽衣は悪徳スポンサーの言いなりレースクイーン（12月21日、AVS collector’s）
- 痴術廻戦（12月24日、TMA）
- 感じすぎていっぱいおもらしごめんなさい… 34（12月28日、セレブの友）

- 絶対パンチラ! 常に挑発しながら抜いてくる小悪魔美少女3人組 さつき芽衣 白桃はな 沙月恵奈（1月4日、MARRION）
- 露出・輪姦・ぶっかけ願望に憑りつかれた女 さつき芽衣（1月18日、グローリークエスト）
- 隣人に俺の彼女が寝取られて。「壁の薄い部屋と怪しい宅配便」 さつき芽衣（1月25日、ダスッ!）
- 未公開映像大放出! 2  さつき芽衣が魅せる拘束SEX＆アナル丸見えSEX! ～美しく淫らな身体は自由を奪われ、拘束され更に激しくイキ狂った!（2月22日、セレブの友）
- 匂い立つ黒パンティストッキングオナニーの世界! ～15人の股の部分から溢れ出るイヤラシイ匂いはアナタを虜にする。（2月22日、セレブの友）
- 立場逆転で性感帯を3点同時責め! 巨乳の義妹達に絶倫童貞チ○ポを犯され続ける強制ハーレムSEX さつき芽衣 稲場るか 結城りの（3月1日、Fitch）
- 美しき悪女レズビアン ～嫉妬に狂った舐め犯し監禁調教～ 川上奈々美 さつき芽衣（3月8日、ビビアン）
- ケツ穴のシワまで丸見えにして、アナタだけに見せつけるオナニーで激イキする15人の女たち!（3月8日、セレブの友）
- 「お尻掘られないと射精できないようにしてあげる」 けなげなひよこ女子にアナルをメスイキ調教されながらしたSEXは生涯最高でした…（3月10日、ひよこ）
- それでも私は…。 吊縛の監禁輪姦 ～泣き叫ぶ少女、緊縛中出し徹底調教～ さつき芽衣（3月15日、無垢）
- 全身オイルまみれSEXのヌルヌル快楽でメス堕ち 4  さつき芽衣（3月22日、セレブの友）
- ヤリタイ放題! SEXジャンキーさつき芽衣に禁欲指令は無理でした… 速攻ナンパ! 即連れ込み! ハメ狂った生中記録 さつき芽衣（4月12日、ROYAL）
- こんな私で「ごめんなさい」オナニー全員集合! 2（4月12日、セレブの友）
- 巨乳教え子にフられても媚薬で逆転 絶倫キメセク性交で中出し肉便器化 さつき芽衣（4月19日、MOODYZ）
- オスになった僕とメスになったおねえちゃん Gカップ女子●生と年頃の少年を同じ家に長期間二人っきりしたらSEXの気持ち良さを覚えてサルのようにやりまくり さつき芽衣（4月19日、無垢）
- デリヘルでやって来たのは僕をクビに追い込んだ生意気な巨乳生徒! 弱みを握って説教ピストンでわからせる立場逆転リベンジ中出し さつき芽衣（4月19日、OPPAI）
- おっぱい離れできない店長に採用されたパート妻の乳首責めハラスメントNTR さつき芽衣（4月19日、溜池ゴロー）
- バブみあるめいママは僕がただ生きてるだけでえらいえらいして褒めてくれるので、オギャって甘えて赤ちゃん返りSEX さつき芽衣（4月19日、かぐや姫Pt/妄想族）
- 角オナニー 擦り付けたら止まらない 6  12人（4月19日、かぐや姫Pt/妄想族）
- 完全撮り下ろし 男の餌食になった激エロ・4SEX! さつき芽衣（4月26日、セレブの友）
- 色気ムンムン女上司に仕組まれた相部屋マラ喰い逆NTR 朝までムチ乳デカ尻中出しプレスで12発ヌカれたボク… さつき芽衣 朝倉ここな（5月3日、ワンズファクトリー）
- 【ハメログ】さつき芽衣ちゃんにお酒を飲ませたらヤリマンオーラが全開だったのでそのままハメ撮りしちゃいました!（5月17日、チキチキカマー/妄想族）
- 時間を止める力を持ったド淫乱痴女! 2 さつき芽衣（5月24日、セレブの友）
- たった7時間2人っきりにしてみたら… 結果、9発セックスしてました。 さつき芽衣（6月3日、ドリームチケット）
- 両親がいない二日間、妹に欲望剥き出しでハメまくった中出し記録。 さつき芽衣（6月14日、ダスッ!）
- オモチャ売りの少女 さつき芽衣（6月20日、プラネットプラス/七狗留）
- スペンス乳腺開発クリニック さつき芽衣（6月21日、OPPAI）
- アナル舐めさせ小悪魔J系ちゃん 肛門クンニで匂いと味をこすりつけ尻穴ヒクヒク丸出しSEXでイキまくり! プリ尻ビッチのケツ穴マーキングで痴女られ続ける10日間 さつき芽衣（6月21日、DEEP'S）
- 中出し直後の超感度チ○ポをパイズリで男潮吹かせるPtoP→A! 快感ループにハメてくるW巨乳ビッチーズ さつき芽衣 結城りの（6月21日、OPPAI）
- 個人撮影会にやってくるファン相手に○秘営業で指名と小遣いを稼ぐNo.1個撮アイドル めいちゃん（6月25日、JUMP）
- 変態Mパパを濃厚メスイキさせる天然小悪魔なパパ活痴女 さつき芽衣（6月28日、MEGAMI）
- 恥辱、凌辱、とびっこ装着・繁華街デート! 2 さつき芽衣（6月28日、セレブの友）
- 童貞部下と出張先で相部屋 マゾ絶倫チ○ポだと発覚し朝まで種搾りメスイキ追撃連射 さつき芽衣（7月5日、ワンズファクトリー）
- 濡れてテカってピッタリ密着 神競泳水着 さつき芽衣（7月7日、親父の個撮）
- 尊敬していた上司達に… 喉奥とマ○コを何度も何度も激しく嬲られて…社員旅行中にまさかの集団拷姦されました… さつき芽衣（7月12日、ダスッ!）
- KMP20周年記念!! 美女5人と1泊2日ず～っとハメまくりのイキまくりハーレム風俗パラダイスHOTEL さつき芽衣 渚みつき 一条みお 高瀬りな 久留木玲（7月12日、Million）[18]
- 同じマンションに住む押しに弱いデカ尻人妻お姉さん 無自覚に誘惑してくるピタピタジーパン姿に我慢できず連日中出し さつき芽衣（7月19日、ミセスの素顔/エマニエル）
- チョー気持ち良いっ! にゅっぷり乳頭開発でぶっ飛びまくる! 超極上乳首ポルチオ性交 さつき芽衣（7月26日、ダスッ!）
- 「私、聞いてません!」 全シーン即ハメ倒す! 2 さつき芽衣（7月26日、セレブの友）
- 「おちん○んの皮を剥いてちゃんと洗わなきゃダメだよ!」 ボクの事をいつまでも子供扱いする年の離れた姉に 入念に洗われフル勃起した包茎チ○ポで中出しセックス さつき芽衣（7月26日、ROYAL）
- 濃交 ～色白な美巨乳美少女「さつき芽衣」が本気で求め愛し合う生中出しSEX～（8月2日、MAX-A）
- あざと可愛い小悪魔な後輩に身も心も寝取られ、雌イキまでさせられたボク。 さつき芽衣（8月9日、ダスッ!）
- 妹と仲の良すぎる変態家族 07 さつき芽衣（8月9日、K-Tribe）
- 「制服・下着・全裸」でおもてなし またがりオマ○コ航空15【ますます妄想拡大! リクエスト企画祭り】234分ロングフライトSP便 さつき芽衣 天馬ゆい 葉月もえ 藤井レイラ（8月11日、SODクリエイト）
- 合法巨乳タダマン白書 アナル舐め・じゅぽフェラ・乳首舐め・涎交換あざとかわいい舐めしゃぶり中年殺し さつき芽衣（8月16日、OPPAI）[19]
- 意地悪メイド様に痴女られアナルまで犯されて完全ペット化される メスイキ! M男ハウス さつき芽衣（8月16日、M男パラダイス）
- いきなり逆ナンハーレムビーチ ダサいオンナとSEXするならウチらとパコろうよ!! 乙アリス さつき芽衣（8月16日、kira☆kira）
- ナイスボディの家政婦は今日もエロくてご奉仕三昧!! さつき芽衣（8月20日、プラネットプラス/七狗留）
- 巨乳デリヘル さつき芽衣（8月23日、ゲインコーポレーション）
- 絶叫! 悶絶! ポルチオ開発! 子宮の奥にある奥の奥でイク女 6 さつき芽衣（8月23日、セレブの友）
- 甘えん坊新妻の子作り中出し性活 さつき芽衣（9月6日、MAX-A）
- 潜入!! 噂のリンパマッサージ店 13 「裏オプション、いかがなさいますか?」（9月8日、LEO）
- おさげが似合う隠れ巨乳いもうと さつき芽衣（9月13日、K-Tribe）
- 彼女にセフレがいるのがバレちゃったボク… 10発抜いたほうが本命彼女の射精させまくりスワッピング! 彼女とセフレのセクテク競い合い中出しハーレム逆3P 小花のん さつき芽衣（9月27日、本中）
- 憧れだったイトコのお姉さんは弟の性奴隷になっていた さつき芽衣（10月4日、DEEP'S）
- シロウト観察モニタリング～天然スケベボディ小悪魔さつき芽衣の感謝祭! 全てのニオイを吸い尽くす! ～コスプレショップ編 & ラブホテル編（10月4日、桃太郎映像出版）
- 冴えないおじさんにどっぷり浸かる小悪魔痴女銭湯。 さつき芽衣（10月11日、ROYAL）
- 入院生活が長すぎて無防備な新人ナースのぱつぱつスケパン尻で毎日勃起してしまう僕 2（10月13日、LEO）
- マジックミラー便 × さつき芽衣ファン感謝祭企画! さつき芽衣の凄テクに15分間耐えられたらご褒美の生中出し筆おろし!!（10月18日、DEEP'S）
- 「オチンチン大きくなっちゃったから一緒にオナニーしよっか!?」  広告を見て小遣い欲しさでやって来た女の子に行っていた暴走行為 (4) 8名収録（10月22日、JUMP）
- Extreme (過激な) オナニスト! 4 さつき芽衣 ～9オナニー165分（10月25日、セレブの友）※単体ベスト
- ヤリモク女子とマッチング!! 会ったら相手がさつき芽衣!?（11月1日、MAX-A）
- 僕のカノジョを紹介します 僕だけが知っているHな素顔（11月1日、桃太郎映像出版）
- 淫乱まみれの『さつき芽衣』が魅せるあなただけの為の 'SEX & オナニー'（11月8日、セレブの友）
- マスク女子の卑猥なフェラチオ素人娘 2  12人（11月8日、かぐや姫Pt/妄想族）
- 増殖レズ覚醒 2 ～イカされた女が次々とレズに目覚めてレズり始める乱交計画～（11月10日、ナチュラルハイ）
- 光沢サテンW痴女 松本いちか さつき芽衣（11月15日、ミル）
- マッサージで勃起した先っぽにアソコを押し当てて布越し2cm挿入で誘惑する確信犯エステティシャン PART4（11月15日、MOODYZ）
- クリトリス吸引バイブオナニー 4（11月15日、グローリークエスト）
- 素人なのにディルドオナニーで激しく感じちゃう一般人娘 10（11月15日、かぐや姫Pt/妄想族）
- ぷにもちオッパイでご主人様をイカせまくる全裸メイドの神奉仕ハーレム さつき芽衣 高瀬りな 蘭々（11月22日、Million）
- 黙尺 射精直後も涎ぐちゅぐちゅ野外でこっそり小悪魔J○2連射イチャフェラ（11月23日、ナチュラルハイ）
- 色白デカ尻の家事代行おばさんに即ハメ! デカチンの虜になった人妻が翌日勝手に押しかけてきたので満足するまで何度も中出ししてあげた 18 さつき芽衣（12月6日、DEEP'S）
- 素人娘の全裸図鑑 27  今時の女の子13名が恥らいながら脱衣していく様子をじっくり撮影した、変態紳士のためのヘアヌードコレクション（12月6日、かぐや姫Pt/妄想族）
- 華奢巨乳の彼女が俺の親父に寝取られ種付けプレスされていた。 さつき芽衣（12月13日、ダスッ!）
- 隣の部屋からAVを聞かされ続けムラムラ1億%! 初セックスなのにイキ乱れまくる巨乳幼なじみ さつき芽衣（12月27日、ROYAL）

- 失踪した就活生。半年間に及ぶ洗脳監禁映像。 さつき芽衣（1月3日、アタッカーズ）
- おま●この形状まるわかり! 薄いパンツの上からマン汁ぬるぬる透けオナニー 9（1月3日、かぐや姫Pt/妄想族）
- 唾液天国罵りエンジェル さつき芽衣（1月12日、RADIX）
- 素人いじめられたい女子 13 中田氏の中出し 保険会社 勤務 さつき 21歳 ●マジ全身性感帯のド助平娘、無限絶頂 ●もっと奥!激しく!ドM女白目アクメ ●膣イキで痙攣プルプル揺れる美乳美尻（1月12日、プラム）
- 【神ギャル殿堂入り】やっぱりギャルが最強説! vol.6（1月17日、チキチキカマー/妄想族）
- 【個撮】どこでもフェラ 9 11人（1月17日、かぐや姫Pt/妄想族）
- ラッキーな胸チラを発見し、気づかれないように見てたけど、やっぱりバレてた?! 23 ～ヨガインストラクター編～（1月19日、LEO）
- おっぱい道 さつき芽衣（1月26日、WildOne）
- 素人バラエティ 残業で激疲れした素人OLさんが初めてのローションマッサージ体験! ムレたストッキングを脱がして媚薬入り温感ローションでスクラブすると性欲覚醒! 敏感になったお疲れマンをじっくり刺激すれば、ガニ股失禁潮! 潮! 清楚なお口をぱっくり開いて、自分からデカチンを挿入しちゃうなんて!（2月9日、サディスティックヴィレッジ）
- 愛する人の前で大暴走バイトテロ! 催眠憑依バカッターNTR さつき芽衣（2月14日、ダスッ!）
- Extreme（過激な）オナニスト! 17 さつき芽衣 2 ～8オナニー153分（2月14日、セレブの友）
- セクハラママさんバレー! 5 ハイレグブルマ姿の人妻12人が挑む過酷なエロトレーニング（2月14日、かぐや姫Pt/妄想族）
- 僕は梅田さんに逆らえない クラスのカースト上位の女子とまさかの生SEX & 生中出しで童貞卒業 さつき芽衣（2月21日、無垢）
- うちらの好きなのなーんだ? 正解は… チン凸!! 握ったチ○コは離さねぇ!! WeLoveおち○ぽサークル小悪魔ハーレム中出し 沙月恵奈 花狩まい さつき芽衣（2月21日、MOODYZ）
- 陰湿セクハラ猥奴ショー 悪徳スタッフち○ぽに嬲られ堕ちた巨乳新人女子アナ さつき芽衣（2月28日、ダスッ!）
- 美少女ヌード観察50人（2月28日、UMANAMI）
- 絶対本番出来る生中出し風俗嬢 さつき芽衣（3月7日、MAX-A）
- 『今日はホテルでHしよ!』 小生意気な笑顔から一変 さつき芽衣が我を忘れるくらい逝きまくる日（3月7日、S-Cute）
- 【個撮】どこでもフェラ 10  11人（3月14日、かぐや姫Pt/妄想族）
- 近親素股プレイでハプニング!! 姉がセックスの伝授中にガマン出来ずにヌルンと挿入 2（3月16日、LEO）
- 男を見下す生意気パパ活J系を拘束スローピストンで中出しまでの反応を楽しみながらわからせたい さつき芽衣（3月21日、MOODYZ）
- 【シコり過ぎ注意】 個撮! ドスケベ娘! 巨乳! 肉尻! ギャル! 中出し! ハメ撮り! フル勃起で金玉カラッポ250分!（3月21日、チキチキカマー/妄想族）
- フられてズボラ痴女化し僕のチ○ポを貪り尽くすメンヘラ巨乳従姉 さつき芽衣（3月28日、ROYAL）
- ヤリチン達にレ○プされて輪姦堕ちした愛しの彼女 さつき芽衣（4月4日、グローリークエスト）
- とある男の秘録集 02（4月4日、ティーチャー/妄想族）
- 【中出しおねぃさん。】天然FカップえちえちSSS美女・さつき芽衣@ノースキンズ!（4月6日、ノースキンズ）
- 羞恥! 新任女教師が学習教材にされる男子校の性教育生徒の目の前で無遠慮な指が膣に挿入される! プライドは崩壊するが、子宮の奥から愛液があふれ出る 11（4月6日、サディスティックヴィレッジ）
- スゴ～く! 制服の似合う素敵な娘 さつき芽衣（4月11日、オーロラプロジェクト・アネックス）
- 便女交際 彼女は女子校生であり、男子トイレでもある。 さつき芽衣（4月11日、REAL）
- キャンピングカーでエッチしようよ! 9 さつき芽衣（4月11日、セレブの友）
- 甘い唾液交換キスでレズビアンに染められたFカップ美巨乳下着モデル 私、モデルになりたいんです! モデル志望のFカップ美巨乳女子がモデル契約した下着メーカーはレズビアンだらけ。 朝倉ここな レズ解禁 朝倉ここな さつき芽衣 樋口みつは（4月11日、ビビアン）
- 【中出し懇願!?】Z世代パパ活J●の生態を徹底SCOOP!! 人肌のぬくもりに飢えたイマドキ女子は距離も近いしエッチに超積極的!! イキそうになると足でガッチリとカニばさみホールドして膣内射精を強要!!（4月11日、SCOOP）
- 産婦人科痴漢!! 18何も知らない若妻に治療と称して中出しまでっ!!（4月14日、LEO）
- さつき芽衣8時間BEST 大人へ駆け上がる天然美巨乳の軌跡 6タイトル13本番35射精（4月18日、OPPAI）※単体ベスト
- ノーハンドフェラは奴隷の証! 7 手を使わずにフェラチオする12人の素人娘（4月18日、かぐや姫Pt/妄想族）
- 「芸能界の華やかな世界を見てみたい」 偽映画のオーディションで監督にセクハラ演技指導を受けた人妻は若手俳優とセックスまでしてしまうのか?（4月20日、コスモス映像）
- 羞恥! ある日突然男女社員混合強制OL健康診断2022（4月20日、サディスティックヴィレッジ）
- 派遣マッサージ師にきわどい秘部を触られすぎて、快楽に耐え切れず寝取られました。 さつき芽衣（4月25日、ダスッ!）
- 婚約寸前で別れてしまった元カノと3年ぶりの再会 神様、今夜だけでいいから夜が明けるまで彼女と夫婦として初夜を過ごさせて下さい! さつき芽衣（4月28日、h.m.p）
- 制服J●の大きなお尻に我慢できず 放課後の校内でワイセツ三昧。デカチン快楽に抗えなくなった教え子に中出しリピート さつき芽衣（5月2日、FunCity/妄想族）
- あどけなさとエロいギャップが最高! さつき芽衣ワンズファクトリー4時間ベスト（5月2日、ワンズファクトリー）※単体ベスト
- 堕とされた巨乳若女将 さつき芽衣（5月9日、オーロラプロジェクト・アネックス）
- 【B87cm W58cm H86cm】絶頂中に音速ピストンで逝きじゃくる失神突き中出し性交 さつき芽衣（5月11日、BonキュンBon）
- いつでもどこでも性欲満たしたい! いやらしい～ベロちゅう淫語を耳元で優しくささやいて金玉を骨抜きにするべっちょりぬるぬる交尾 さつき芽衣（5月23日、ダスッ!）
- キミもしかして初めてなの? 先生が2人っきりのプライベート補習で全部面倒みてあげる さつき芽衣（5月23日、オーロラプロジェクト・アネックス）
- 地下アイドル握手会会場にいた清掃員 さつき芽衣（5月23日、レッド）
- めいっこ 芽衣ちゃん（5月27日、JUMP）
- 『さつき芽衣』の素顔～容赦ない! 奥まで快感絶頂SEX & オナニーetc…（6月13日、セレブの友）
- 暗黒痴女まとめ 01（6月13日、ティーチャー/妄想族）
- 俺の可愛いセフレが、露出癖に目覚めた。 めい (仮名)（6月20日、山と空/妄想族）
- 学校帰りの仲良し女子○校生3人組が挑戦! 射精させたら負け! ハラハラドキドキちんちん危機一発ゲーム! 手コキ→フェラ→パイズリ→最後は生挿入の過激寸止め!!（7月4日、DEEP'S）
- マジックミラー号ハードボイルド 羞恥! 真夏のビーチ! ビキニ映え巨乳女子大生限定 勝ったら賞金30万円 負けたら待ったなしの即ハメ! 中出し野球拳! 水着ごしに分かるエチエチおっぱいと膣ヒダがデカチンを締め付ける生ハメを賭けて、アウト! セーフ! ヨヨいのヨイ～♪（7月6日、サディスティックヴィレッジ）
- げーみんぐはーれむ 実写版（7月11日、Hunter）
- さつき芽衣 まるごと完全収録20時間15分BEST（7月11日、セレブの友）※単体ベスト
- 衝撃の大ヒット同人コミックを実写化! ウド「アカネは何回もレイプすると気持ちよくなるんだ。」 さつき芽衣（7月18日、Fitch）
- 雨に濡れた女子○生の透けブラがエロすぎる!! 無意識に誘惑してくるので今から即モミします（7月20日、DANDY）
- 盗撮! 妬み! 嫉妬! 堕ちた女学生 さつき芽衣（7月25日、レッド）
- ふわふわ巨乳にむちむち尻… エロが過ぎるJDに何度も中出し 全裸よりSKBな透明バニー痴女のベロキス杭打ち騎乗位 さつき芽衣（7月25日、クリスタル映像/MANIAC）
- さつき芽衣 SPECIAL BEST 4時間（7月28日、TMA）※単体ベスト
- 変態高級腕時計OMECOで世の中の女は俺のモノ!「私を性奴隷にして下さい…」 童貞卒業 & 初中出し さつき芽衣（8月1日、DEEP'S）
- 童貞弟のお願いを断れない。パンツ越し先っちょ1cmだけなら… えっ… ちょっと挿入ってるってばぁ! そこで終わるはずなく根本ずっぽりの雑魚おま○こイキ震える怒涛の絶倫ピストン さつき芽衣（8月8日、ダスッ!）
- 純朴美少女との愛液飛び散る変態お泊りセックス さつき芽衣（8月8日、オーロラプロジェクト・アネックス）
- 望月あやかに「ごめんなさい」と言わせるまで責め続け、イカせ続けるノンストップレズ さつき芽衣 × 望月あやか（8月8日、セレブの友）
- お嬢様淫語 さつき芽衣（8月8日、グローリークエスト）
- 近親 夜這いじゃぁ 生中出し 4 (撮り下ろし)（8月10日、プラム）
- 素朴な変態美少女 さつき芽衣 無垢4タイトルコンプリートBEST4時間（8月15日、無垢）※単体ベスト
- J系媚薬オイルエステ エビ反りキメセク絶頂（8月15日、FunCity/妄想族）
- 教室うつ伏せ睡眠姦 J系3名138分（8月15日、FunCity/妄想族）
- 毎晩、寝ている間に自宅に忍び込む悪戯射精日記 バレたら即レイプ!（8月24日、ナチュラルハイ）
- 美少女エージェント千● & た●な × 3穴串刺しファック × Wギロチン中出し制裁 × 大量ザーメンぶっかけ アリス & めい（8月25日、TMA）
- 湘南の海で眩しく輝いているW水着ギャルにデカチン童貞君をプレゼント!? ヤバっマジで大きい（ ﾟДﾟ） ウブなデカマラにサマーガールもエチエチ発情ww スケベに優しくSEX教えながら「ヤッてみる?」そのまま逆3Pハーレム状態で生ハメ筆おろし! ドクドク中出しFESTIVAL 2（8月25日、赤面女子）
- 観れば必ずイカせる男にチェンジ! ヌキながら学べる魔法の絶頂メソッド How to SEXセミナー基礎編 弥生みづき 波多野結衣 乙アリス さつき芽衣（9月5日、MOODYZ）
- 男たちに押しきられて中出しSEXした私 ～4SEX～ さつき芽衣（9月12日、セレブの友）
- 素人ナンパでセンズリ鑑賞 16  見るだけでいいんです! だからちょっと僕のチ●ポ見てもらえませんか?（9月12日、かぐや姫Pt/妄想族）
- DAS1 GIRLS MEMORIES さつき芽衣 1st BEST（9月26日、ダスッ!）※単体ベスト
- 絶対領域美少女のW挑発寸止め ～魅惑のむっちり太ももに喰い込むニーハイ～ 高瀬りな さつき芽衣（10月3日、Fitch）
- 観れば必ずイカせる男にチェンジ! ヌキながら学べる魔法の絶頂メソッドHow to SEXセミナー応用編 弥生みづき 波多野結衣 乙アリス さつき芽衣（10月17日、MOODYZ）
- 手加減ナシ! 容赦ナシ! マシンバイブで強制激イキオナニー14選!（10月24日、セレブの友）
- 一般男女モニタリングAV 特設マジックミラー部屋でラブラブ大学生カップルが男女に別れてAV女優 & 男優の凄テクイキ我慢に挑戦!! 天然ふんわりFカップ美少女・さつき芽衣 × 素人男子大学生（彼氏）/（彼女）素人女子大生 × デカチン激ピストン男優 編（11月7日、DEEP'S）
- BODY JACK ～憑依再考そして最高～（11月9日、ROCKET）
- 吸引力抜群のザーメン姉さんたちヌキテクで昇天!! 最強痴女Wフェラ & W手コキの極!!（11月9日、LEO）
- 超裏オプ全開!! 予約3カ月待ちの高級ド痴女メンエス嬢との悶絶必死Wセラピスト施術!! 紙パンツを突き破る勃起チ○ポを昇天させる神業ハンドテクで責め続ける怒涛のエロマッサージ（＾＾；）（11月10日、赤面女子）
- 最高のオナニーのお手伝いしてあげる!! さつき芽衣（11月14日、セレブの友）
- まさかこんなけなげなひよこ女子が… 媚薬を盛られ理性完全崩壊!! ところかまわず異物オナニー! イキ漏らしアクメ!! 4 ＜部活中のスポーツ女子編＞（11月23日、ひよこ）
- 素人女子校生の皆さん! 開放的な青空の下で超濃厚なベロチュウしてもらえませんか? 舌を絡ませるキスで脳がトロけて高まっちゃって!? キスしながら生々しい中出しセックス!（12月7日、アイエナジー）
- 普段は清楚で部活少女の可愛いあのコは放課後のセックスで気持ち良くなりたい白い美巨乳の裏垢女子 さつき芽衣（12月19日、Fitch）
- 実写版 生徒会長は真性露出狂 さつき芽衣（12月19日、山と空/妄想族）
- 緊縛学園 さつき芽衣（12月26日、グローリークエスト）
- 私… 急いだ事を後悔しています。 2 さつき芽衣（12月26日、レッド）
- さつき芽衣 未公開完全撮り下ろし2SEX & スーパーベストBOX 762分 5枚組（12月26日、セレブの友）※単体ベスト

- 社員旅行で女子部屋に誘われ相部屋! ダメダメおやじの僕の絶倫がイケイケ女子たちにドハマりしてハーレム喰べされ続けた一夜 乙アリス 斎藤あみり さつき芽衣（1月2日、kawaii*）
- 完全主観でヘンタイお兄ちゃん連呼! シスコン兄にセックスを見せつけて欲しがりマゾ顔をオカズに小悪魔絶頂する妹 さつき芽衣（1月9日、BALTAN）
- 親子回春エステ一転近親相姦（1月11日、ROCKET）
- 大学受験のため地方から夜行バスで上京してくる女子校生は痴漢されても声を出せない。泣く泣く我慢し寝たフリして声を押し殺し涙目でイキまくる（1月11日、SODクリエイト）
- 夫の寝ている横で義弟と中出し不倫SEXにのめり込むスリルに溺れたGカップ美巨乳妻 さつき芽衣（1月12日、人妻花園劇場）
- 【G1】美少女戦士セーラーラミューム 闇染の性強襲（1月12日、GIGA）
- 【希咲那奈 & さつき芽衣】 陰キャのフリして本当は最強淫キャW痴女! 男たちを次々ヤリ倒し20射精以上ヌキまくる! ナンパした眼鏡地味娘の豹変にビビり散らかす大乱交6P絶倫セックス!（1月30日、ABC/妄想族）
- 痙攣眠らせごっこ。～ひよこ女子が気になる男子生徒を眠らせて性欲のままオカしまくった逆睡眠姦映像～（1月25日、ひよこ）
- 部活帰りの汗ばんだ女子○生を衣服潜り込み痴漢 完全着衣潜入アングル（1月25日、SODクリエイト）
- 密着背面手コキ 背後から淫語を囁きながら乳首をこねくり回してバキバキに仕上がったチ●ポを抜き倒す!（1月30日、SEX Agent/妄想族）
- 秘書in...（脅迫スイートルーム） さつき芽衣（2月2日、ドリームチケット）
- 淫語バスガイド さつき芽衣（2月8日、ROCKET）
- 大好きな女の子とレズセックスするためにファンや新人AV女優を堕として手なずける! レズの匠、さつき芽衣のやりたい放題・数珠繋ぎレズビアン さつき芽衣 蘭々 東雲あずさ（2月13日、ビビアン）
- アナルのシワの数までハッキリわかる! ノーモザイク連続絶頂アナル見せオナニー 23（2月22日、アイエナジー）
- 輪姦された俺の彼女… 堕ちていく女 2 さつき芽衣（2月27日、レッド）
- 顔で抜く!! 顔面ドアップ相互オナニー 2（2月27日、SEX Agent/妄想族）
- まん汁垂れ流し! 吸って震えるクリトリス吸引バイブでクリイキが止まらない! ウーマナイザーオナニー 3（2月27日、グローリークエスト）
- 地元のハメ友。「同級生の看護師K」 今日の体調を膣内で診断してくれるシゴデキ巨乳ナースと個室で生ハメ生中出し!  さつき芽衣（3月12日、ROOKIE）
- アナル舐めさせ逆バニー風俗 リピーター続出! W痴女嬢が極上ケツ穴の匂いでおもてなし! 肛門クンニハーレム逆3Pスペシャルコース さつき芽衣 佐藤ののか（3月19日、DEEP'S）
- ネイキッドヨガ 澄ました顔で全裸羞恥ポージングする女たち（3月26日、SEX Agent/妄想族）
- まるっと! さつき芽衣（4月5日、プラネットプラス）※単体ベスト
- Red Dragon さつき芽衣（4月9日、ゴールド/妄想族）
- 女子大生だらけのシェアハウスに男僕1人が家政婦として入居させられてから欲求不満な女子たちに毎日僕のチ〇ポもシェアされエッチしまくりだった! 尾崎えりか さつき芽衣 和久井美兎 綾瀬こころ（4月9日、unfinished）
- 制服美少女と中出しセックスに耽る絶倫オヤジとの濃密性交。（4月23日、JUMP BEYOND）
- 最高級 美少女中出しソープ さつき芽衣（4月25日、アイエナジー）
- カーセックス中カップル強襲 催○ガスNTR記録映像4組237分（4月25日、SODクリエイト）
- エビ反りのけ反り巨乳美少女悶絶絶頂厳選映像 4時間（4月26日、TMA）
- ボクの彼女を寝取って下さい 初の真正中出し解禁10発 めい (大学生)（5月9日、なまなま）
- 街の定食屋で働く巨乳看板娘 店内アクメでいいなりにさせる… 通いつめレズ堕ち計画（5月23日、ナチュラルハイ）
- 会員様限定! サブスク変態オープンサロン 発射回数無制限SP さつき芽衣（5月24日、h.m.p）
- げーみんぐはーれむ 実写版 2（5月28日、Hunter）
- 実写版 逆転円交 ～俺が買われる世界～ ふじ家×MOODYZ 常識改変シチュエーション人気作完全実写化! さつき芽衣（6月4日、MOODYZ）
- 「おはようございます。スマイルサービスです」 業務中は何をされても常に笑顔の、顧客満足度最高水準家事代行サービスに密着（6月6日、SHIGEKI）
- Ma○ko Device BondageXXIX 鉄拘束マ○コ拷問 さつき芽衣（6月11日、グローリークエスト）
- 幼馴染がボクにくれた6枚綴りの『膣たたき券』はチ○ポを膣に出し入れできる夢のチケット! それが初めて見たコンドームでした。6枚使い切ったその後は…（6月11日、Hunter）
- クラスの爆乳喪女子の家に行って一緒にAV鑑賞 ～喪女の願望を叶えるSEXをさせられましたボク～（6月20日、.WorKs/FALENO TUBE）
- 双子NTR 『お姉ちゃんより私の方が気持ちいいよ!』双子の地味妹が実はSEXの天才だった! モテる姉に妹が唯一勝てるのがエッチ!（6月25日、Hunter）
- さつき芽衣の凄テクを我慢できれば生★中出しSEX!（7月2日、ワンズファクトリー）
- イケメンが人妻を部屋に連れ込んでSEXに持ち込む様子を盗み撮りしたDVD。011 ～強引にそのまま中出ししちゃいました～（7月2日、熟女JAPAN）
- 『本当に挿っちゃってるってば! ダメ声出ちゃう…』 気弱なドM義姉のロングスカート内で即ハメ! 親の目の前でバレずにドキドキのこっそり連続イキ!（7月9日、Hunter）
- 中出しが出来ない既婚者に’唾液マーキング不倫’で全身溺れさせ♡  さつき芽衣（7月11日、YONAKA）
- 「私、すっかり中派になっちゃった…」 クリでしかイッた事ない女子校生が初膣内イキチャレンジ! 中イキ未経験の女子校生をガチナンパ! マ〇コごと身体をハネ上げる高速ピストンで快感の向こう側へイクイク中出しセックス!（7月11日、アイエナジー）
- ひとり旅中の温泉女子が乱交OKの混浴温泉に入ってしまい痴漢ワニに待ち伏せされ恥辱の中出し快楽にヨガリ狂う…（7月16日、山と空/妄想族）
- 精一杯フェラチオ頑張るのでメチャクチュ手マンしてください。 2（7月23日、SEX Agent/妄想族）
- 淫口 ナマイキ妹の口で玉金カラッカラになるまで種抜きされて困ってます さつき芽衣（8月6日、マックスエー）
- AV界で最も制服が似合うオールスター10人大乱交！チ●ポ抜きまくって青春ポイントを稼ぎまくれ！3チーム対抗チキチキ修学旅行！チームイケイケGOGO！ カワイイと大人の色気が融合！業界歴合計11年の凄いテクが光る！さつき芽衣 観月あいな 天馬ゆい（8月6日、kawaii）
- 逆バニーDEソープ 泡姫桃源郷 泡と愛情でお客様の敏感な所をじっくり丁寧に洗いつくす さつき芽衣（9月3日、マックスエー）
- もう会えない…だから好きを伝えたくてキスしたらもっと好きになりました。ラストレズで想いを重ね、唇を重ね、1泊2日の民泊デート（9月12日、凸凹はぁと）
- 縄に抱かれて… さつき芽衣（11月5日、アタッカーズ）
- 【完全未公開シーン120分収録】AV界で最も制服が似合うオールスター10人大乱交! 完全版2024 柏木こなつ 小野寺舞 皆月ひかる 望月つぼみ 天馬ゆい 沙月恵奈 設楽ゆうひ 日向なつ 観月あいな さつき芽衣（11月5日、kawaii*）
- -実写版- ホームレス村 I II III IV 全作品収録 累計10万部 問題作、映像化 さつき芽衣 沙月恵奈（11月19日、MOODYZ）

### アダルトVR
- さつき芽衣とイチャラブ自宅デートする休日 密着距離で朝から晩までヤりまくる最高のセックス日和（4月7日、DEEP'S）
- 「離ればなれになる前にいっぱいエッチしよ」 同棲して2年、同郷の恋人が山形に出戻り… 離れたくない… でも夢も捨てられない… 存在を確かめ合う愛情1発中出しピストントントーン! さつき芽衣（6月7日、kawaii*）
- 卒業温泉旅行VR!! さつき芽衣のかわいさ&エロさ全開2SEX SPECIAL!!（7月5日、MOODYZ）
- メイドカフェNo.1キャストは僕の彼女 さつき芽衣（9月9日、unfinished）
- オナニー声がうるさい隣部屋の巨乳女子大生が「AVの音が毎日大きい!」と怒鳴り込んできた! 隣人騒音トラブルVR さつき芽衣（10月26日、OPPAI）
- 早漏な僕のためにカノジョが膣トレしてる!! 締まり抜群! 感度抜群!になった生マ○コで抜かずの連発中出し さつき芽衣（11月22日、本中）
- 一人暮らしを始めた僕の部屋へ通う姉との近親相姦性交 さつき芽衣 / 乙アリス / 沙月恵奈（11月26日、TMA）
- 3年2組さつき (Fカップ) 放課後バイト ～アプリで出会った顔面偏差値75の巨乳J●は僕の感じる姿を見たがる性欲旺盛女子で精子を溜めまくったM男僕は何度も射精した!! さつき芽衣（12月24日、TMA）
- VR痴術廻戦 さつき芽衣 三尾めぐ 天然美月（12月24日、TMA）
- 美人姉妹とその友達（美少女）誘惑密着ハーレム4Pセックス さつき芽衣 白桃はな 沙月恵奈（12月30日、unfinished）

- 天井特化アングルVR ～ギャラ飲みアプリで出会った美女とホテルでSEX～ さつき芽衣（2月12日、KMPVR）
- 《領域展開/地面特化×天井特化》究極3P密着サンドイッチセックス。Hカップの巨乳を前後左右に完全包囲で射精してもやめてもらえない絶頂射精ソープ さつき芽衣 × 稲場るか（3月2日、SODクリエイト）
- 腋の下見せつけVR（3月25日、KMPVR）
- フェラチオ顔VR（3月31日、KMPVR）
- 清楚系痴女のいる噂のぬるてか高級メンズエステ さつき芽衣（4月8日、VR総研9課）
- 田舎育ちのいも娘が留学先のアメリカから帰ってきてヤリマンビッチ妹に!! ロサンゼルス風に俺を襲ってた件 さつき芽衣（4月8日、ファンタジスタVR）
- ボクを誘う元カノとボクを守る今カノに朝までオモチャのように悪ノリ痴女られSEX よくわからないうちにこれって最高のシチュエーションじゃん!! 王様ハーレム絶倫性交! さつき芽衣 花狩まい（4月22日、ワンズファクトリー）
- 何発でも中出しOKの巨乳ビッチ派遣企画に当選! 暴発してもプレイを止めてくれない絶倫痴女VR さつき芽衣（4月27日、OPPAI）
- 満員電車で巨乳女子○生たちに抱きしめられる密着トリプルプレスでこっそり痴女られた 姫咲はな 稲場るか さつき芽衣（5月13日、ナチュラルハイ）
- サツキとサツキ SEXが天才すぎる姉妹 さつき芽衣 沙月恵奈（5月16日、KMPVR）
- サキュバスVR さつき芽衣（5月17日、KMPVR）
- 乳首ゴン責めVR（5月25日、KMPVR）
- ASMR×顔面特化 生意気すぎる姪（芽衣）の顔面がドストライクすぎて小悪魔ささやき誘惑に逆らえない… さつき芽衣（6月14日、kawaii*）
- 撮影中勃起しなくなってVTRストップ! 空気が悪くなり焦る僕に天使のようにめちゃ×2優しいめいちゃんが特別なえっちなサービス さつき芽衣（7月24日、KMPVR）
- 新人歓迎会のあと、終電逃したら神展開 童貞ハンターと噂のサークル女子先輩2人に可愛がられて交互にナマで喰べられた話。（※逆3P童貞も奪われました。）さつき芽衣 花狩まい（7月27日、本中）
- オタクに優しいギャルと僕（7月29日、TMA）
- 女子会中の巨乳美少女たちにニヤニヤ誘惑され、痴女られ、 中出しさせられたフード配達員ラッキースケベVR 横宮七海 さつき芽衣（7月31日、E-BODY）
- ’聖地’渋谷にグランドオープン！ 巨乳系ピンサロ「SHIBUYA 10AGE↑」 巨乳好き必見! 【派手】【セクシー】【痴女】イマドキのギャルだけを厳選した最強巨乳専門店! 圧倒的コストパフォーマンスで鬼MAX過激濃厚プレイ! ヌキすぎにはくれぐれもご注意ください (笑)（8月31日、TMA）
- 性欲強めなむっつり美人妻の暴走ドスケベ全身責めで無限発射させられる (悪?) 夢のような結婚性活 さつき芽衣（9月7日、P-BOX VR）
- 耳トランス 清楚系Fcup痴女に耳童貞を奪われ止まらないクチュビチャヌルズボおま●こサウンドに脳細胞とチンポを犯され続ける新体験風俗VR さつき芽衣（10月19日、P-BOX VR）
- KMP20周年記念!! ヤリマン学園★ すぐイッたらダメだからね★ ～臨時教員として採用された僕に襲いかかるエキサイティングな1ヶ月間～ さつき芽衣 沙月恵奈 天然美月 渚みつき（10月20日、KMPVR-彩-）
- クラス1軍女子のすっごいフェラテク 修学旅行中、高スぺ生徒に弱みを握られたボクは何度も… 何度も… はしたなく射精してしまい…。 さつき芽衣（10月27日、KMPVR-彩-）
- 何気ない宅飲みが修羅場に… 貧乳の彼女と巨乳の友達がボクを奪い合う3P酒乱交 渚みつき さつき芽衣（12月24日、KMPVR）

- 手違いで下着メーカーに就職したら… 巨乳女子社員は平然と下着姿で歩き回る世界 男性の反応が知りたいと下着姿を見せつけてきて勃起チ●ポの射精管理まで世話してくれる神待遇ハーレムVR さつき芽衣 朝倉ここな 月乃ひな 宮名遥（2月6日、kawaii*）
- 潜りこみ視点特化!! 熱気ムンムンこたつ内痴漢VR（4月24日、KMPVR）
- ついにモテ期到来!? 僕のことが超、超、超、大好きな4人のヤリマン美女OLと発射無制限の温泉ハーレムイチャラブ1泊2日旅行!! 蘭々 さつき芽衣 八乃つばさ 天川そら（6月1日、KMPVR）
- 彼女が帰省した2日間、まだ何も知らないウブな彼女の妹を呼んでマンコ銀行に一生分ザーメン貯蓄してやった 無垢妹×大量ザーメンの最強コラボ!! さつき芽衣（7月4日、ワンズファクトリー）
- 女の子を監禁・拘束しオモチャで責めまくるVR（7月16日、KMPVR）
- エロメイドたちから精子を搾り取られる学園祭ハーレムメイド喫茶!! 綾瀬こころ さつき芽衣 姫咲はな 柏木こなつ（8月21日、SODクリエイト）
- ストレス軽減 元気回復VR ボクは今日…同棲中の彼女の一言で救われた。芽依はボクのすべてを認めてくれる全肯定彼女。 さつき芽衣（8月26日、CRYSTAL VR）
- アナルから始まる恋 in 店舗型M性感 さつき芽衣（9月14日、DEEP'S）
- ベロ見せ! 顔ナメ! ディープキス! いちゃラブ彼女の濃厚顔面舐め回しVR（9月20日、P-BOX VR）
- ＜シン・天井特化＞ 前後左右に完全包囲され超密着ハーレムご奉仕してくれる超スレンダー美人ナース逆4P さつき芽衣 末広純 新井リマ（11月18日、kawaii*）
- 顔面舐め回し! オッパイ押し付け! 密着顔騎! 無料コースでここまでするの? 超高級マッサージサロンのフェイシャルエステ!!（11月29日、P-BOX VR）
- 【8K超・超高画質VR】「お兄さん私のイイナリなんだからねぇ」【本番禁止なのに挿入懇願】してくるドスケベ人気No.1の美巨乳神キャスト! 本能のままに生ハメ搾取してくる早漏おっパブ嬢に【素股・中出し3発】お店に内緒で孕ませ中出し裏オプSPECIALコース! さつき芽衣（12月11日、こあらVR）
- AIより生身の女のカラダの方がイイに決まってる! 美しき女体に囲まれる肉感ハーレム8KVR さつき芽衣 末広純 新井リマ（12月15日、kawaii*）
- 8Kディルドフェラチオ（12月15日、AQUA）
- 骨抜きにされる究極の風俗フェラサービス（12月15日、VR総研9課）

- 姉を取られて嫉妬した彼女の妹がセックス乱入!? Wボイン姉妹のおっぱい押しあて耳元囁きで脳内とろとろに犯される! 超興奮しちゃう超密着ASMR姉妹ハーレムVR 柏木こなつ さつき芽衣（1月10日、kawaii*）
- ヌルテカビンビン! オイルチクニー（1月12日、AQUA）
- 「こういうとこでHするのも新鮮で気持ちいいね♡」 旅行帰りにスタイル抜群の神BODY美巨乳Gcup彼女と道路脇の車内で体液ダラダラ淫語連発濃厚SEX! 【潮吹き & 痙攣絶頂】を繰り返す早漏ドスケベま〇こを一心不乱に突きまくり【挟射・中出し4発射・顔射】炎天下汗だくカーセックス 中出し4発射 狭射・顔射  さつき芽衣（3月15日、こあらVR）
- HQ 劇的超高画質 愛人、最後の日。ホテルで交わされる絶頂と中出しに彩られた濃厚不倫性交 さつき芽衣（4月5日、ブイワンVR）
- 8K VR! 昭和・平成・令和世代すべて楽しめる煩悩風俗ビルが存在した!! 美園和花 浜崎真緒 さつき芽衣 沙月恵奈（5月17日、KMPVR-bibi-）
- 操り同窓会 エロい巨乳になっていた元いじめっ子たちを中出し肉便器にしてやったw 優梨まいな さつき芽衣 逢月ひまり 花柳杏奈（6月7日、ナチュラルハイ）
- ヤバい! 乳首で感じないのってボクだけ? 不感乳首なのが彼女にバレて敏感乳首になるまでエッチなことは絶対おあずけを喰らった話 さつき芽衣（7月5日、AQUA）

### アダルト配信
- めい（9月30日、おっぱいちゃん）
- めい（10月4日、密室タクシードライバー）
- <朗報> 女は全員快楽とギャラで堕とせる件。東京ド●ムの遊園地近くでいちゃつくカップル発見! 彼女は見た目通りガードが硬く、数時間の説得でも交渉失敗。しかしギャラ上げたらホイホイついて来て最終的に中出し懇願! あざーっすw ちひろさん (22) 携帯ショップ店員（10月27日、NTR.net）
- めい（10月28日、しろうとヤッホー）
- 【美爆乳エチョナJD激イキ】【美少女のガチ介護ご奉仕フェラ炸裂】【ジジイKO騎乗位連続中出し】ドスケベエロじじいの終活に3Pしてあげる就活JD二人組!! もうジジイよりドスケベ確定のエロ好奇心2乗の極楽浄土確定の鬼攻め濃厚ご奉仕の波状攻撃JD!! もちろん二回戦はジジイの逆襲タイマンSEX収録!! ＜おじさんずラブ023：めいちゃん＞（11月5日、プレステージプレミアム）
- めい 2（11月6日、おっぱいちゃん）
- 【Gカップ水着エチョナGAL】【ノリノリ真夏の生ハメ撮り】【騎乗位激振2NN】水着がばちくそ似合うあげあげエチョナのG美乳のハメ外しゴムはずし生ハメ撮り!! カレピッピ (死語!?) 候補のセフレに露天風呂で爆上がり映えイチャコラで濡れ乱れ!! しっぽりフェラからのゴム無用の暴走勃起チ●コで連続挿入!! 濃厚パイズリご奉仕爆イキ御免で無事昇天2NNスペシャル開幕!! ラブホドキュメンタリー休憩2時間 122 さつき 20歳（11月12日、プレステージプレミアム）
- めい（12月20日、地雷系女子美人）
- めい（12月24日、しろうとパイパイ）

- 【新春初妄想! ざっこい童貞を筆おろし→どプロ男優激ハメッ!!】「テクに不安があるからって童貞を喰いたいって言うどスケベ女がいたんですよ～」「なァ～～にィ～～ッッッ!?!? ヤっちまったなァッ!?」「男は黙って中出しッ」「女に黙って中出しッ」「妄想もほどほどにね～～」 2022年初イキ大賞受賞ッ! ゆめちゃんッッ!!!【妄想ちゃん。22人目ゆめちゃん】（1月1日、Jackson）
- メイ（2月25日、訳あり素人）
- めい（3月3日、俺の素人-Z-）
- 【今、最高にエロい女】 Fカップ柔乳のドーナツショップ店員を彼女としてレンタル! 口説き落として本来禁止のエロ行為までヤリまくった一部始終を完全REC!! 横浜デートを楽しんだあとはホテルでいちゃラブ恋人セックス!! 攻守最強FカップBODYのむっちむちスレンダー巨乳がエロ過ぎる!! 責めても受けても最高にエロい、プライベート感満載のガチ惚れハメ撮りで抜きまくれ!! 「イッてる! イッてる! おかしくなっちゃうううう!!!」【中出し懇願スレンダラス美女】 めいちゃん 22歳 ドーナツショップ店員（3月20日、プレステージプレミアム）
- ゆい（4月25日、待ち伏せハンター）
- えま（4月25日、民泊経営者の極秘ファイル）
- ゆな (mcht006)（5月16日、待ち伏せハンター）
- めーめちゃん（5月27日、ギャルpay）
- 【中出しおねぃさん。】天然FカップえちえちSSS美女・さつき芽衣 ＠ ノースキンズ!（6月22日、ノースキンズ）
- めい（6月23日、いんすた）
- あやめ & めい（6月30日、いんすた）
- メイ（7月4日、パパ活ナンパ）
- めいちゃ（7月10日、浮遊僧）
- まい（7月18日、めがね美人）
- メイ（7月27日、素人ムクムク）
- 【B87cmW58cmH86cm】 絶頂中に音速ピストンで逝きじゃくる失神突き中出し性交 さつき芽衣（9月21日、BonキュンBon）
- 【喉もマ●コも奥まで性感帯】「生が良い、あわよくば中に欲しい♪」とゴムを外して生ハメ要求してくるmeiちゃんと、ホテルで映えセックスしちゃいます! 水着を着たままソファで中出し!? からのお風呂でも立ちバックでパコパコ! ベッドではローションまみれで奥まで堪能しちゃう寝バック乱舞!!【PornGirl.6】 mei 22歳 Porn Girl (SexToker)（10月16日、プレステージプレミアム）
- まい（11月14日、僕の彼女はいつでもどこでも発情女）
- めい(18) / えっちに興味が止まらない巨乳×美少女なJ♪【1限目】アダルトショップで買ったばかりのディルドに悶絶! でもやっぱり本物ち○ぽの方に「気持ちいい」が止まらない! 大量中出しドスケベ交尾【2限目】おっぱい溢れるピチピチ体操服でまたしても生セックス! ムッチリ美尻なのにスレンダーな性行為専用ボディに射精がドクドク止まんない!（12月8日、しろうとまんまん）

- めいめい（2月21日、パコッター）
- めいめい 2（2月21日、パコッター）
- めい（2月25日、S-Cute）
- めい 2（2月26日、S-Cute）
- もえ（3月21日、素人ギャラリー）
- めい（3月30日、恋愛カノジョ）
- (仮) 暗黒痴女007さん（4月1日、暗黒）
- パパ活女子めいちゃん（4月4日、ゲリラ）
- めいみ (erofc174)（6月5日、恋愛カノジョ）
- めい & りお（8月11日、俺の素人-Z-）
- 山上さん（8月11日、素人ギャラリー）
- めい (jkrf012)（8月27日、お店に内緒のJ○リフレ）
- めぃ (npg006)（9月14日、ぎがdeれいん）
- OL / 実家通い 同志003（9月15日、アシグモ）
- ユキ & 斎藤さん（9月18日、アヘ顔ちゃん）
- 迷宵メイメイ024（10月9日、白昼夢）
- 【小悪魔SEXの天才】スケベ看護師が逆ナンパ!! 禁断の寝取りドキュメント!! ぷにぷにFカップと天性のエロスで彼女持ちメンズを無邪気に誘惑!! 「ナマじゃなきゃ嫌」と無理矢理ナマチンを喰らう中出し大好き痴女!!!【NTRリバース】 めいちゃん 24歳 看護師（10月29日、プレステージプレミアム）
- ヤミヤミアルコール / 飲酒運転手前の尻と胸がムチムチなOL（11月28日、ヤミヤミ）

- めい & れみ（1月19日、いんすた）
- M181ちゃん & R181ちゃん（2月9日、蜃気楼）
- めい & みのり & れみ & まち & ゆかりーぬ & はるか（2月23日、いんすた）
- まき (pkti013)（3月27日、素人ギャラリー）
- 紗月 (ion193)（4月6日、ION イイ女を寝取りたい）
- 山本里穂（4月25日、素人ギャラリー）
- めい & なな（5月22日、Re:Fuck）

### イメージビデオ
2020年
- Mei 純真チェリーガール（9月24日、REbecca）

2021年
- Innocence さつき芽衣（8月20日、ファインピクチャーズ）
- My Girl さつき芽衣（11月12日、ファインピクチャーズ）

2022年
- REbecca STARS9 -The lovelinesses-（2月17日、REbecca）
- My Girl さつき芽衣 2（4月15日、ファインピクチャーズ）
- 瞳の中の芽衣 さつき芽衣（6月23日、Superlative）
- ヘアーヌード さつき芽衣（11月26日、スパークビジョン）

2023年
- Mei2 夢色リフレイン さつき芽衣（7月20日、REbecca）

## 書籍・出版物

### 写真集
- make my day さつき芽衣写真集（2022年6月24日、ジーウォーク、撮影：太田清隆）ISBN 978-4-86717-441-8
- プレミアムヌードポーズブック さつき芽衣（2023年6月23日、ジーオーティー、撮影：田村浩章）ISBN 978-4-8236-0486-7

### デジタル写真集
2021年
- Mei 純真チェリーガール（1月15日、REbecca）
- さつき晴れ～BRILLIANT DAYS～（8月6日、プレステージ出版、撮影：松田忠雄）
- 皐月（8月6日、プレステージ出版、撮影：松田忠雄）
- Innocence デジタル写真集 さつき芽衣（8月27日、ファインピクチャーズ、撮影：SHOOTING STAR）
- My Girl デジタル写真集 さつき芽衣（12月1日、ファインピクチャーズ、撮影：SHOOTING STAR）

2022年
- さつき芽衣写真集 Secret（4月12日、K.A.BOOKS、撮影：kazu.sekine）
- さつき芽衣写真集 Maturity（4月12日、K.A.BOOKS、撮影：kazu.sekine）
- 絶対的スーパーナチュラルポーズブック さつき芽衣（7月8日、プレステージ出版、撮影：C:TAKERU）
- トリプルHAPPYキャンペーン 2022 電子ふぉとぶっく（9月2日、FANZA BEAUTY COLLECTION）- 複数モデル出演のデジタル写真集。
- 絶対的セクシーポーズブック さつき芽衣（9月9日、プレステージ出版、撮影：C:TAKERU）
- みんなあつまれ MOODYZキャンペーン2022 Special Photo Book（11月4日、FANZA BEAUTY COLLECTION）- AVメーカー『MOODYZ』出演女優32名の撮り下ろし写真を収録したデジタル写真集。
- 絶対的透け透けテカテカポーズブック さつき芽衣（11月18日、プレステージ出版、撮影：C:TAKERU）

2023年
- 追憶の空 -あの日、私と見た景色覚えていますか?- 【グラビア写真集】 さつき芽衣（1月20日、プレステージ出版、撮影：柳沢康太）
- 追憶の空 -あの日、私と見た景色覚えていますか?- 【ヌード写真集】 さつき芽衣（1月20日、プレステージ出版、撮影：柳沢康太）
- ヘアーヌード さつき芽衣（4月22日、スパークビジョン、撮影：SKS）
- 蜜会 メイトアソボ さつき芽衣（5月15日、プランドール、撮影：合田好宏）
- 蜜会 Wonderful Love in May さつき芽衣（5月15日、プランドール、撮影：合田好宏）
- PIN-UP GIRLS（8月1日、ジーオーティー、撮影：小野寺廣信）
- 妄想科学読本 全裸体育座り編（9月22日、プレステージ出版）
- Mei2 夢色リフレイン・さつき芽衣（11月18日、REbecca）ca）

2024年
- さつき芽衣ヌードインタビュー写真集 / shuck7@satsuki_mei816（5月9日、メンズサイゾー）

### モデル
- PIN-UP GIRLS（2023年2月15日、G-STYLE）

### 雑誌
- 月刊FANZA 2020年9月号（ジーオーティー）- インタビュー
- 実話BUNKAタブー 2022年8月号（コアマガジン）- 豪華愛蔵袋とじ「天然ふんわりFカップ! 白肌美少女 さつき芽衣ヌードな夏」

## 製品

### カレンダー
- さつき芽衣 2023年カレンダー（2022年10月1日、トライエックス）
- さつき芽衣 2024年カレンダー（2023年11月11日、Saint）

### アダルトグッズ
オナホール
- 日本の名器 さつき芽衣（2023年6月29日、SSI JAPAN）
- 神フェラ クラシック さつき芽衣（2023年6月29日、SSI JAPAN）
- KMPホール さつき芽衣（2023年12月10日、YUIRA）

## 出演

### ネット配信
- セクステ生配信 みひな × さつき芽衣（2023年11月2日、ニコニコチャンネル/セクステチャンネル）[20][21]

### イベント
- 第12回アニクラTMA AV女優と逢えるアニソン & J-POPイベント 4年ぶりの返り咲き『復活響宴』（2023年9月29日、東京・新宿ロフト）[22]
- マインズ FRIDAY NIGHT（2025年6月6日、東京・代々木 A Talk Club WOOFER）※MCとして出演[23]